# Петрилівська сільська рада
| Петрилівська сільська рада — колишній орган місцевого самоврядування у Тлумацькому районі Івано-Франківської області з адміністративним центром у с. Петрилів. Водоймища на території, підпорядкованій даній раді: річка Дністер. Сільській раді підпорядковані населені пункти: - с. Петрилів - с. Вільне - с. Діброва - с. Золота Липа - с. Новосілка |

## Склад ради
Рада складається з 16 депутатів та голови.

### Керівний склад ради
| ПІБ                    | Основні відомості                                                 | Дата обрання | Дата звільнення |
| ---------------------- | ----------------------------------------------------------------- | ------------ | --------------- |
| Домин Ольга Михайлівна | Сільський голова, 1958 року народження, освіта, позапартійна      | 26.03.2006   | 31.10.2010      |
| Домин Ольга Михайлівна | Сільський голова, 1958 року народження, освіта вища, безпартійний | 31.10.2010   |                 |

Примітка: таблиця складена за даними джерела